# L'inavvertito ovvero Scappino disturbato e Mezzetino travagliato
L'inavvertito ovvero Scappino disturbato e Mezzetino travagliato è una commedia in prosa in cinque atti con prologo (affidato alla maschera di Beltrame), scritta da Niccolò Barbieri nel 1629. 
Si tratta della forma definitiva di un suo preesistente canovaccio per l'improvvisazione tipica della commedia dell'arte: l'autore volle così riportare alla forma originaria un soggetto che aveva subito stravolgimenti nelle rappresentazioni delle varie compagnie .
Dalla commedia di Barbieri trassero ispirazione Philippe Quinault per la commedia L'amante indiscreto ovvero il Padrone stordito (1654) e Molière per la commedia Lo stordito ovvero I contrattempi (1655).

## Trama
Napoli. Fulvio, lo stolto figlio di Pantalone, riesce a mandare a monte tutti i piani del sagace servo Scappino per fargli sposare l'amata Celia. Alla fine l'avrà vinta Scappino, grazie anche all'aiuto del Capitano Bellerofonte.

## Poetica
Il tema del servo furbo, i cui intrighi per far conquistare al suo padrone il cuore della ragazza amata sono sconvolti dalla stupidità del padrone stesso, è un tema non dissimile da quello che si trova nelle Bacchidi e nello Epidico di Plauto.